# オーガスト・ブッシュ
オーガスト・アンハイザー・'グッシー'・ブッシュ・ジュニア（August Anheuser. "Gussie" Busch, Jr. 1899年3月28日 - 1989年9月29日）は、アメリカ合衆国のビールメーカー、アンハイザー・ブッシュの元会長、大リーグセントルイス・カージナルスの元オーナー。父・子・孫とも名前が「オーガスト」であるため、しばしば「グッシー・ブッシュ」と表記されることが多い。アンハイザー・ブッシュの創業者であるアドルファス・ブッシュの孫である。

## 来歴・人物
1953年にセントルイス・カージナルスを買収して、オーナーとなる。当時カージナルスのオーナーであったフレッド・サイが脱税で有罪となり当時のコミッショナー、フォード・フリックが身売りを命じ、アンハイザー・ブッシュが買収したのだった。
製品の宣伝のためにMLB球団を買収したはしりとされる。買収時にブッシュは「私はスポーツの角度から取り組むつもりだ。バドワイザーの宣伝の武器にはしない」と表明していたのだが、実はアンハイザー・ブッシュ社の会議においてバドワイザーの宣伝の可能性を根拠に球団の買収を正当化していたからである。そして、本拠地球場の名称を「バドワイザー・パーク」にしようとしたが、ナショナルリーグに拒絶されて「ブッシュ・スタジアム」に落ち着いた。
オーナーとして、暴君的な性格を指摘されることがある。1970年にいわゆるカート・フラッド事件が起きた。これはカート・フラッドが1969年のオフシーズンに、フィラデルフィア・フィリーズとカージナルスとの間でフラッドを含んだ複数トレードが実施されようとしたが、フラッドが自らが商品として取引されていると感じて拒絶し、裁判を起こしたものである。フラッドがトレード要員にされたのは、1968年シーズン終了後に3万ドルの昇給を要求し、ブッシュが激怒したからであった。トレードを通告したのは球団の下っ端社員であった。

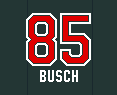
ブッシュの名誉背番号「85」。
セントルイス･カージナルスの永久欠番に1984年指定。

とはいえ、カージナルスの功労者としての顔も確かにあり、60年代当時、カージナルスはナショナルリーグの中でも黒人選手がいない唯一の球団になってしまっていたが、ブッシュの「バドワイザーは黒人の労働者諸君にも愛飲されている」というコメントにより、ルー・ブロックやボブ・ギブソンらの獲得に成功し、黄金期を築いた。1984年に、その功労を称えられ、カージナルスより背番号『85』をブッシュの永久欠番として表彰されたが、これは表彰された当時のブッシュの年齢であった。
1989年9月29日に肺炎により逝去。90歳の天寿だった。
子息にブッシュの後を受けてアンハイザー・ブッシュ社の社長・会長となったオーガスト・ブッシュ三世がいる。